# Liste des sites mégalithiques du Dorset
Cette liste non exhaustive recense les principaux sites mégalithiques du Dorset.

## Cartographie
Localisation des principaux sites mégalithiques du Dorset
| : Complexes mégalithiques · : Alignements, henges, cromlechs · : Dolmens, menhirs, tumulus, cairns · |

## Liste
| Site                              | Type            | District    | Notes              | Coordonnées                 | Image |
| --------------------------------- | --------------- | ----------- | ------------------ | --------------------------- | ----- |
| Tumuli de Gussage Down (de)       | Tumuli allongés | East Dorset |                    | 50° 55′ 25″ N, 2° 00′ 41″ O |       |
| Cromlech de Hampton Down (en)     | Cromlech        | West Dorset |                    | 50° 40′ 36″ N, 2° 34′ 23″ O |       |
| Cromlech de Kingston Russell (en) | Cromlech        | West Dorset |                    | 50° 41′ 19″ N, 2° 35′ 56″ O |       |
| Cercles de Knowlton (en)          | Henges          | East Dorset | Complexe de henges | 50° 53′ 31″ N, 1° 58′ 03″ O |       |
| Anneaux de Maumbury (en)          | Henge           | West Dorset |                    | 50° 42′ 28″ N, 2° 26′ 25″ O |       |
| Henge de Mount Pleasant (en)      | Henge           | West Dorset |                    | 50° 42′ 32″ N, 2° 24′ 43″ O |       |
| Nine Stones (en)                  | Cromlech        | West Dorset |                    | 50° 42′ 44″ N, 2° 33′ 10″ O |       |
| Cromlech de Rempstone (en)        | Cromlech        | Purbeck     |                    | 50° 38′ 19″ N, 2° 00′ 32″ O |       |
| Henges de Wyke Down (de)          | Henges          | East Dorset | Deux henges        | 50° 56′ 14″ N, 1° 59′ 34″ O |       |